# Křížová cesta (Ivančice)
Křížová cesta v Ivančicích v okrese Brno-venkov vede z města východním směrem na Krásnou horu ke kapli svatého Jakuba. Je chráněna jako nemovitá kulturní památka České republiky.

## Historie
Křížová cesta je tvořena čtrnácti zděnými výklenkovými kaplemi a vede na Krásnou horu od nového hřbitova. Byla zřízena v letech 1861–1863 nákladem katolického spolku „Sv. Klement“. Jednotlivé kaple postavili Ignác Hüpsch a Jan Kratochvíl. Každá kaple měla hliněný kříž, který zhotovili zdarma hrnčíři Josef a Václav Královi z Ivančic. Roku 1890 daroval František Kočí místo sešlých, na plátně malovaných obrazů křížové cesty, nové vypuklé a polychromované obrazy z litiny, které byly posvěceny 5. srpna téhož roku.
Neschůdné cesty se ujala Občanská záložna v Ivančicích: „Vždyť touto „křížovou cestou“ šly také dějiny války, protož ji necháme v tom stavu, jak byla před válkou světovou.“

## Galerie

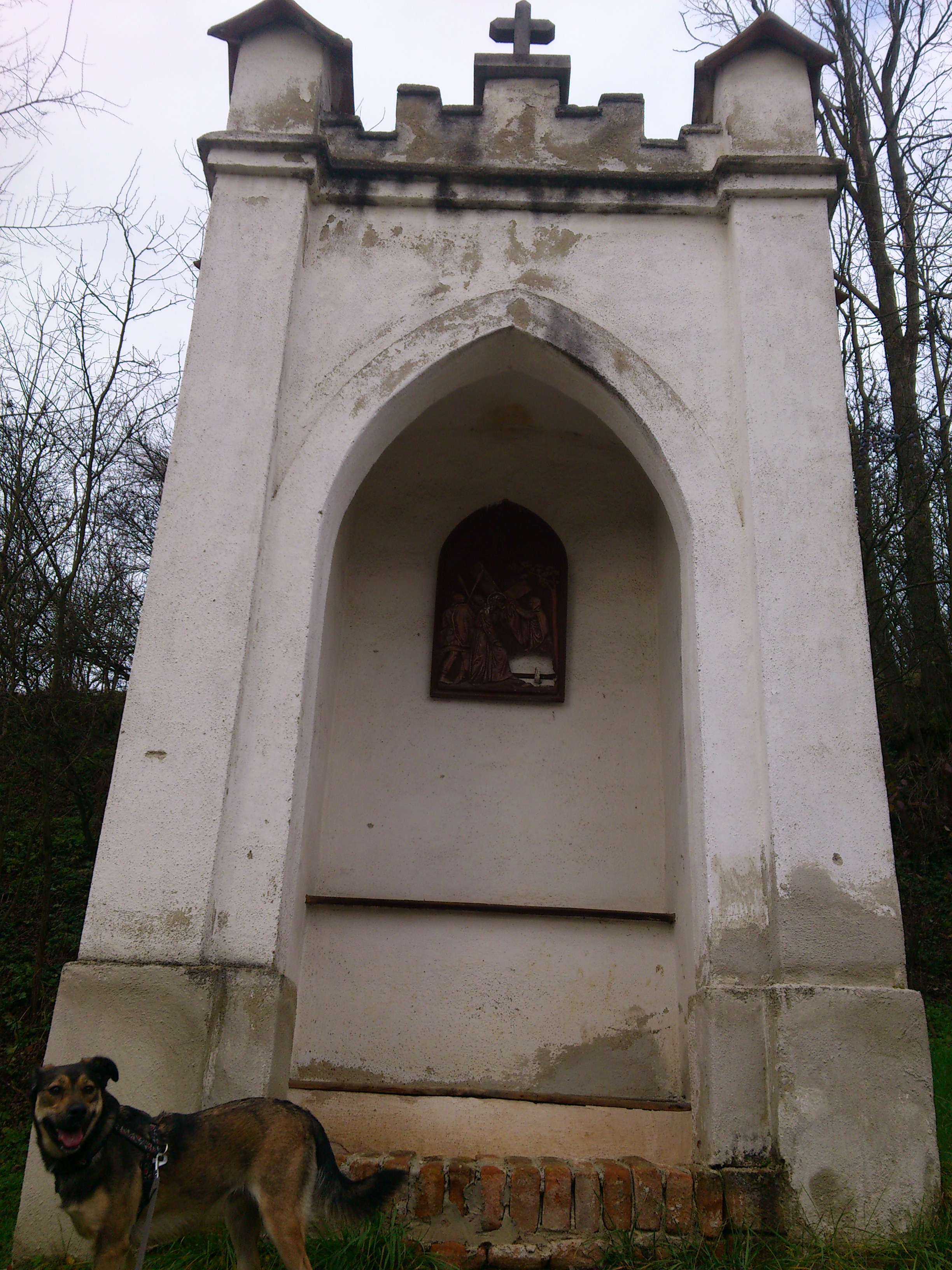
Zastavení křížové cesty v Ivančicích